# 歌ってはいけないCD さだばなし 迷作集 令和六年版
『歌ってはいけないCD さだばなし 迷作集 令和六年版』（うたってはいけないCD さだばなし めいさくしゅう れいわ6ねんばん）は、日本のシンガーソングライターであるさだまさしが2024年5月22日に発売したトークアルバム。

## 解説
さだまさしが所属レコード会社をビクターエンタテインメントに移した2018年以降に収録した、さだまさしコンサートの魅力でもあるステージトーク集。
同年8月18日には、CD購入者の中から抽選で招待したスペシャルトークライブが三越劇場で開催された。

## 収録曲

### ディスク1
1. 八丈島の”体当たり追っかけ娘”とちょっと久米島 - ウェスタ川越、2021年6月16日収録
2. エレクトーン「ハイ!」事件 2022バージョン - 東京国際フォーラムホールA、2022年11月30日収録
3. 嗚呼!十津川村 - 仙台サンプラザホール、2023年11月23日収録

### ディスク2
1. 雅人と喜代子（親父の骨折） - 東京国際フォーラムホールA、2018年11月20日収録
2. 新幹線の車掌さんの退職日 - 東京国際フォーラムホールA、2024年2月28日収録
3. 23時間57分の帰省列車 - 東京国際フォーラムホールA、2019年12月5日収録

### ディスク3
1. U.F.O.観盤会「来てくださーい!」 - 東京国際フォーラムホールA、2023年6月29日収録
2. バイト〜!! - 東京国際フォーラムホールA、2023年6月30日収録
3. ロサンゼルス追突事件 - 東京国際フォーラムホールA、2024年2月27日収録
4. 専務車掌カワゾエ - 東京国際フォーラムホールA、2024年2月28日収録